# Scytalopus superciliaris
Scytalopus superciliaris е вид птица от семейство Rhinocryptidae.

## Разпространение
Видът е разпространен в Аржентина и Боливия.